# Henry Flood

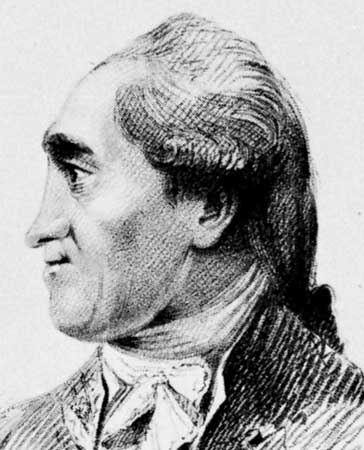
Henry Flood.

Henry Flood (1732 – 2 décembre 1791), est un homme d'État irlandais, fils de Warden Flood, président de la Haute-Cour de justice en Irlande. Il fait ses études au Trinity College de Dublin, puis, vers 1749, au Christ Church College d'Oxford, où il brille en littérature ancienne. Il est un homme politique de premier plan, et un ami d'Henry Grattan, le chef du Parti patriote irlandais.
Son père est issu d'une famille aisée, et lui-même épouse la fille de Marcus Beresford, 1er comte de Tyrone, qui lui apporte une fortune considérable. C'est un beau jeune homme, spirituel, aimable et brillant causeur. Il a un don inné de l'éloquence, qu'il développe encore par l'étude de l'art oratoire antique et la pratique de la diction.

## Au Parlement d'Irlande
En 1759, il entre au Parlement d'Irlande comme représentant de la circonscription de Kilkenny. À cette époque, il n'y a à la Chambre des communes irlandaise aucun parti qui aurait pu véritablement être qualifié de national, et il faut attendre quelques années encore pour en avoir un qui mérite le nom d'opposition. Le Parlement irlandais est encore constitutionnellement subordonné au Conseil privé du Royaume-Uni. Il ne peut quasiment pas légiférer de façon indépendante, et n'a aucun contrôle de la politique de l'exécutif, qui est nommé par les ministres à Londres. Bien que la grande majorité de la population soit catholique, aucune personne de cette religion ne peut siéger au Parlement, ni même voter. Le code pénal empêche quasiment un catholique de posséder une propriété, d'exercer une profession intellectuelle, et même de donner une instruction à ses enfants. Ce code pénal, qui pressure sévèrement les catholiques sur de nombreux points et les soumet à des conditions dégradantes, n'est pas encore abrogé, bien qu'il soit dans la pratique en grande partie obsolète. L'industrie et le commerce en Irlande sont pénalisés par les restrictions imposées, selon les théories économiques de l'époque, dans l'intérêt du commerce britannique rival. Des hommes comme Anthony Malone et Hely-Hutchinson réalisent pleinement la nécessité de réformes de fond, et il ne manque que l'habileté et l'éloquence de Flood à la Chambre des communes irlandaise pour mettre sur pied au Parlement un parti politique indépendant, et de créer dans le pays un courant d'opinion ayant des objectifs intelligibles et précis.
En 1761, Flood est réélu dans le Parlement renouvelé, où son éloquence brillante le distingue. Les sujets principaux pour lesquels il lutte sont le raccourcissement de la durée du Parlement, qui n'a alors en Irlande aucune limite spécifiée dans le temps, mis à part le décès du souverain régnant, la réduction de la liste scandaleusement longue des pensionnés, la mise en place d'une milice nationale, qui peut contrebalancer dans le pays l'ascendant de l'armée, et, par-dessus tout, l'indépendance législative complète du Parlement irlandais. Pendant quelques années, la situation n'évolue guère ; mais en 1768, le ministère anglais, qui a à ce moment-là des raisons particulières pour éviter l'impopularité en Irlande, permet le vote de la loi octennale (« Octennial Bill »), qui limite la durée du Parlement à huit ans. C'est le premier pas vers une représentation de la Chambre des communes irlandaise un peu plus fidèle de l'opinion publique, même si elle reste uniquement composée de protestants.
C'est devenu la coutume en Irlande de permettre aux propriétaires de boroughs parlementaires de bénéficier du clientélisme royal, en échange de leur soutien des intérêts du gouvernement au Parlement. Mais, durant la vice-royauté de Lord Townsend, on fait comprendre aux aristocrates, et plus particulièrement à ces « undertakers », ces souteneurs, comme on les appelait, que, dans le futur, leurs privilèges dans ce domaine seraient réduits. Aussi, quand, en 1768, le gouvernement saisit une occasion de réaffirmer la subordination constitutionnelle du Parlement irlandais, ces classes puissantes se rangent temporairement du côté de Flood. L'année suivante, conformément à la procédure établie, un projet de loi de finance est présenté par le Conseil privé de Londres à la Chambre des communes irlandaise pour acceptation. Il est non seulement rejeté, mais, de plus, contrairement aux habitudes, une raison est donnée à cette décision : ce projet de loi ne venait pas du Parlement irlandais. En conséquence, le Parlement est prorogé de façon péremptoire, et l'intersession de quatorze mois est employée par le gouvernement à s'assurer une majorité grâce à une vaste campagne de corruption. Néanmoins, lorsque le Parlement se réunit en février 1771, un autre projet de loi de finance est repoussé sur proposition de Flood. L'année suivante, Lord Townsend, le Lord lieutenant d'Irlande dont la politique a provoqué ce conflit, est rappelé. Ce combat est l'occasion de la publication de Baratariana, célèbre alors, à laquelle Flood participe par une série de vigoureuses lettres à la manière de Junius, et Henry Grattan est l'un de ses collaborateurs.
Le succès, qu'a connu Flood jusque-là, l'a placé dans une position jamais atteinte auparavant par un homme politique irlandais. Comme le remarque un historien de l'Irlande, « il avait prouvé qu'il était sans conteste le plus grand orateur populaire que le pays eût jamais produit, et qu'il était aussi passé maître en tactique parlementaire. Malgré des conditions parlementaires extrêmement défavorables, et dans une atmosphère de corruption, de vénalité et de soumission, il était parvenu à créer un parti devant lequel les ministres commençaient à trembler, et à introduire dans les circonscriptions protestantes un véritable esprit de liberté et d'indépendance. » Lord Harcourt, qui succède à Lord Townsend comme vice-roi, réalise qu'il devait gagner à n'importe quel prix les bonnes grâces de Flood, plutôt que de subir l'opposition d'un meneur aussi formidable.
En conséquence, en 1775, il fait offrir à Flood un siège au Conseil privé d'Irlande et le poste de trésorier adjoint avec un salaire annuel de £3500. Flood accepte le tout, et il en est sévèrement critiqué. Il est possible qu'il n'ait pas agi par appât de l'argent, et qu'il ait pu raisonnablement penser qu'il a de meilleures chances de mener sa politique par le biais d'une position ministérielle. En tout état de cause, il perd son influence, et la direction du parti national passe aux mains de Grattan, qui entre au Parlement irlandais au moment où Flood devient ministre.
Flood reste en fonction pendant près de sept ans. Il est tenu au silence sur la question de l'indépendance du Parlement irlandais, et il devait se contenter de défendre des réformes mineures lorsque l'occasion se présentait. Il a un rôle déterminant dans l'obtention de primes pour l'exportation du blé irlandais vers l'étranger, ainsi que d'autres concessions commerciales de moindre importance. D'un autre côté, il ne parvient pas à faire voter l'Habeas Corpus et le projet de loi visant à rendre inamovibles les juges, alors que son soutien à la politique américaine de Lord North nuit gravement à sa popularité et à sa réputation. En 1778, un événement important, l'alliance de la France et des colonies américaines révoltées, lui fait recouvrer indirectement un peu de sa position passée dans le pays. Cette alliance fait courir le risque à l'Irlande d'une invasion française, alors que l'Angleterre ne dispose pas de troupes pour défendre l'île. Le mouvement des Volontaires irlandais est mis sur pied pour répondre à l'urgence, et, en quelques semaines, pas moins de 40 000 hommes se trouvent sous les armes, encadrés par la gentry, et contrôlés par Lord Charlemont. Recrutés d'abord exclusivement parmi les protestants, en majorité presbytériens de l'Ulster, ces Volontaires finissent par admettre des catholiques. Cette force, dans laquelle Flood a le grade de colonel, s'engage bientôt en politique.
La convention des Volontaires, organisée exactement comme une assemblée représentative, mais disposant de la puissance d'une armée, commence à demander de façon menaçante la suppression des restrictions commerciales qui réduisent à néant la prospérité irlandaise. Sous cette pression, le gouvernement cède ; en 1779, la totalité du commerce colonial s'ouvre pour la première fois à l'Irlande, et d'autres concessions sont encore arrachées, comme la libre exportation des laines irlandaises. Flood, qui a pris une part active, mais non prépondérante, à ce mouvement, démissionne enfin de ses fonctions ministérielles et rejoint son ancien parti. Il est déçu de constater que ses actions passées ont été pour une grande part oubliées, et qu'il est éclipsé par Grattan. Quand, lors du débat sur la question constitutionnelle de 1779, Flood se plaint du peu de considération qu'on lui montre sur une question qu'il a pourtant été le premier à soulever, on lui rappelle que, selon la loi civile, si un homme se sépare de sa femme et l'abandonne pendant sept ans, un autre pouvait alors la prendre et lui offrir sa protection. Mais, bien que Flood ait perdu la direction du mouvement pour l'indépendance du Parlement irlandais, l'agitation, qui est alors entretenue par la Convention des Volontaires et appuyée par les signes du mécontentement croissant de la population, conduit finalement à la Constitution de 1782, ainsi qu'à un certain nombre d'autres réformes importantes.
Pourtant, ce succès n'est pas plus tôt acquis que surgit une question, connue comme la controverse de la simple abrogation. En effet, après l'abrogation des lois sur lesquelles est fondée la subordination du Parlement irlandais, ne devait-on pas demander à l'Angleterre de renoncer à l'avenir à toutes ses prétentions de contrôler la législation irlandaise ? L'importance historique principale de ce débat est la mémorable brisure de l'amitié entre Flood et Grattan, chacun d'eux assaillant l'autre d'invectives disproportionnées, mais d'une éloquence merveilleuse, à la Chambre des communes. Ainsi Grattan, pour avoir l'air d'éviter une attaque personnelle, semble s'adresser à un membre absent de l'assemblée, et l'apostrophe, les yeux en permanence fixés sur Flood : « Vous avez de grands talents, mais vous menez une vie infâme ; pendant des années vous avez gardé un silence que vous vous faisiez payer [...] Je vous le dis à la face de votre pays, devant tout le monde et devant vous-même ; non, vous n'êtes pas un honnête homme. ». Grattan compare aussi Flood à un rapace au bec brisé, ce qui constitue une offense toute particulière, car elle s'applique à un défaut visible du visage de son rival.
Les vues de Flood prévalent pourtant, car l'Acte de Renonciation, qui accorde à l'Irlande sa pleine autonomie législative, telle que Flood l'a prônée, est généreusement voté par le Parlement anglais en 1783, et, pour un moment, Flood retrouve sa popularité aux dépens de son rival. Flood dépose ensuite, le 28 novembre 1783, un projet de loi de réforme parlementaire, après l'avoir préalablement soumis à la Convention des Volontaires. Ce projet de loi, qui ne contient aucune disposition accordant le droit de vote aux catholiques, une proposition à laquelle Flood s'est toujours opposé, est repoussé, sous le prétexte que l'attitude des Volontaires menace la liberté du Parlement. Les Volontaires sont parfaitement fidèles à la Couronne et respectueux des liens avec l'Angleterre. Sur la proposition de Flood, ils portent une adresse au roi, exprimant l'espoir que leur soutien aux réformes parlementaires ne soit imputé à rien d'autre qu'à leur simple et louable désir de faire respecter la constitution, ainsi qu'à perpétuer l'union cordiale des deux royaumes. La convention fut ensuite dissoute, contre l'avis de Flood, qui, à l'inverse de Grattan, aurait désiré la conserver comme moyen de pression sur le Parlement, afin d'obtenir des réformes.

## Parlement britannique
En 1776, Flood tente en vain d'entrer à la Chambre des communes britannique. En 1783, il essaie de nouveau, cette fois avec succès. Il achète un siège de Winchester au duc de Chandos, et, pendant les sept années suivantes, il est membre à la fois du Parlement irlandais et du Parlement britannique. En 1784, il présente de nouveau, sans plus de succès, son projet de loi de réforme au Parlement irlandais, et il soutient le mouvement de protection des industries irlandaises, mais, manquant de clairvoyance, il s'oppose aux propositions commerciales de Pitt en 1785. Il demeure un farouche opposant à l'émancipation des catholiques, défendant même les lois pénales, argumentant qu'après la Révolution, ce n'est plus des lois de persécution, mais de nécessité politique. Mais, après 1786, il semble ne plus avoir assisté au Parlement de Dublin.
Au Parlement de Westminster, où il refuse de faire partie de tout parti politique, il ne connait pas le succès. Le 3 décembre 1783, son premier discours, qui s'oppose à « l'India Bill » de Charles James Fox, déçoit les attentes suscitées par sa célébrité. Son discours s'opposant au traité commercial avec la France en 1787 est cependant plus talentueux, et, en 1790, il présente un projet de réforme de la représentation parlementaire, que Fox qualifie de meilleur projet de réforme jamais proposé, et dans lequel, selon Edmund Burke, on retrouve ce qui a fait la réputation de Flood. Mais à la dissolution, cette même année, il perd ses sièges aux deux Parlements, et il se retire à Farmley, sa résidence du comté de Kilkenny, où il demeure jusque sa mort par pleurésie le 2 décembre 1791.
Quand Peter Burrowes, en dépit de sa grande amitié avec Grattan, déclare que Flood fut peut-être l'homme le plus talentueux que l'Irlande ait jamais engendré, et indiscutablement l'homme le plus talentueux de son époque, il exprime ce qui est probablement l'opinion de ses contemporains. Lord Charlemont, qui le connut de façon intime, bien qu'il ne fût pas toujours d'accord avec sa politique, lui reconnait une extraordinaire habileté. Il déclare aussi que l'avarice ne faisait pas partie du caractère de Flood. Lord Mountmorres, un critique en aucune façon favorable à Flood, le présente comme un homme essentiellement honnête, qui déteste la flatterie. Grattan, qui, malgré leur dispute célèbre, lui conserve tout son respect, dit de lui qu'il est l'homme le plus aimable et le plus sensé du monde. Dans sa jeunesse, il est chaleureux, franc, sociable et spirituel, tandis que la déception l'a rendu triste et taciturne dans ses vieux jours. Comme orateur, il n'étestait pas aussi brillant et piquant que Grattan, mais son éloquence est remarquable par la force de son raisonnement, et par la pureté et la richesse de son style, plein d'images et d'allusions classiques. Maître du sarcasme et de l'invective, il se montre avec plus d'avantage quand il répond que lorsqu'il prend l'initiative.
L'ambition personnelle a souvent motivé ses actions, mais son jugement politique est généralement sûr. Bentham pense que Flood aurait réussi à faire aboutir un projet de loi de réforme, qui aurait préservé l'indépendance législative du Parlement irlandais, si Grattan et le reste de son parti l'avaient soutenu en maintenant la Convention des Volontaires en 1783. Bien que sa loyauté à la couronne britannique et à l'empire ne faiblît jamais, il figure parmi les plus grands et les plus sincères patriotes irlandais.
Certains de ses discours dans les Parlements ont été imprimés, ainsi que des vers et des traductions. Par exemple :
- Discours sur le traité de commerce avec la France, 1787 ;
- Vers sur la mort de Frédéric, prince de Galles, 1751 ;
- Ode sur la renommée, 1785
- Traduction de la Première Ode pythique de Pindare, 1785 ;